# Bagna nad Stążką
Rezerwat przyrody Bagna nad Stążką – rezerwat torfowiskowy o powierzchni 478,45 ha, położony na terenie Borów Tucholskich w województwie kujawsko-pomorskim. Został powołany rozporządzeniem Nr 94/99 Wojewody Kujawsko-Pomorskiego z dnia 12 maja 1999 r. w sprawie uznania za rezerwat przyrody pod nazwą „Bagna nad Stążką” w celu trwałego zabezpieczenia i zachowania ze względów naukowych, dydaktycznych i krajobrazowych torfowisk wraz z lasami położonymi w rozlewiskach rzeki Stążki, z typowo wykształconymi zespołami roślinnymi torfowisk niskich, przejściowych i wysokich oraz z unikatową florą gatunków reliktowych, chronionych, rzadkich i bardzo rzadkich w skali regionu kraju.

## Lokalizacja
Rezerwat położony jest w gminie Cekcyn w powiecie tucholskim, na terenie Tucholskiego Parku Krajobrazowego. Swym zasięgiem obejmuje środkowy bieg rzeki Stążka oraz odcinek rzeki Rakówka (lewy dopływ Stążki). Rezerwat znajduje się na terenie Nadleśnictwa Tuchola, pod którego zarządem znajduje się 469,68 ha jego powierzchni.

## Plan ochrony
Rezerwat posiada plan ochrony ustanowiony zarządzeniem Nr 19/0210/2011 Regionalnego Dyrektora Ochrony Środowiska w Bydgoszczy z dnia 28 grudnia 2011 r. w sprawie ustanowienia planu ochrony dla rezerwatu przyrody „Bagna nad Stążką” (Dz. Urz. Nr 311, poz. 3391).
Powierzchnia ochrony ścisłej [ha]: 60,15
Powierzchnia ochrony czynnej [ha]:  418,30

## Turystyka
W pobliżu rezerwatu przyrody „Bagna nad Stążką” swój przebieg mają szlaki turystyczne:
- piesze:
  -  szlak Brdy (turystyki pieszej PTTK): Konarzyny – Bydgoszcz
  -  szlak dr Karasiewicza (lokalny): Tuchola – Woziwoda
- rowerowe
  -  szlak Gołąbkowy (lokalny): Cekcyn – Woziwoda – Cekcyn
  - szlak GreenWay – Naszyjnik Północy
  - : Bydgoszcz – Chojnice

Na terenie rezerwatu wyznaczona została ok. 3,5 km ścieżka przyrodniczo-dydaktyczna „Jelenia Wyspa”, której początek i koniec znajduje się nieopodal siedziby Nadleśnictwa Tuchola w Gołąbku.